# Upsilon Geminorum
Upsilon Geminorum (69 Geminorum) é uma estrela na direção da constelação de Gemini. Possui uma ascensão reta de 07h 35m 55.37s e uma declinação de +26° 53′ 45.6″. Sua magnitude aparente é igual a 4.06. Considerando sua distância de 240 anos-luz em relação à Terra, sua magnitude absoluta é igual a −0.28. Pertence à classe espectral K5III.